# 덕현고등학교
덕현고등학교(德峴高等學校)는 대한민국 경기도 양주시 만송동에 있는 공립 고등학교이다.

## 학교 연혁
- 2011년 3월 1일 : 덕현고등학교 개교
- 2011년 3월 2일 : 초대 이갑원 교장 취임
- 2011년 3월 2일 : 제1회 입학식(12학급)
- 2014년 2월 13일 : 제1회 졸업식(12학급 408명)
- 2023년 1월 4일 : 제10회 졸업식(12학급 380명)
- 2023년 3월 2일 : 제6대 양윤덕 교장 취임
- 2023년 3월 2일 : 제13회 입학식(12학급)

## 참고 자료
- 덕현고등학교 - 한국교육학술정보원 학교알리미